# Duché de Massa et Carrare
1473–1796
1814–1829
Entités précédentes :
- Principauté de Massa
- Marquisat de Carrare
- Royaume d'Italie

Entités suivantes :
- République cispadane
- Duché de Modène et Reggio

Le duché de Massa et Carrare (en forme longue duché de Massa, principauté de Carrare et seigneurie de Moneta et Avenza) était un petit fief impérial italien qui contrôlait les villes de Massa et de Carrare et qui était situé entre les territoires de la république de Gênes et ceux de la république de Lucques.

## Territoire
Le duché comprenait :
- Le duché de Massa (ducato di Massa)
- La principauté de Carrare (principato di Carrara)
- La seigneurie de Moneta et Avenza (signoria di Moneta ed Avenza)

## Marquis, seigneurs, princes et ducs de Massa
- 1442-1445 : Antonio Malaspina (it), marquis de Massa et de Fosdinovo
- 1445-1481 : Iacopo Malaspina (it), marquis de Massa et Fosdinovo conjointement avec ses frères jusqu'en 1467, puis marquis unique de Massa et, à partir de 1473, également seigneur de Carrare
- 1481-1519 : Alberico II Malaspina (it) conjointement avec son frère François jusqu'en 1483
- 1519-1546 : Ricciarda Malaspina (en) épouse Lorenzo Cybo (en), souverain conjoint de 1530 a 1541, mort en 1549[1]
- 1546-1547 : Guilio Cybo-Malaspina (en), leur fils aîné, qui dépose sa mère
- 1547-1553 : Ricciarda Malaspina (en), réinstallée sur le trône
- 1548-1623 : Alberico I Cybo-Malaspina, son fils cadet, prince de Massa et seigneur de Carrare en 1568.
- 1623-1662 : Carlo I Cybo-Malaspina (en), son petit-fils, fils d'Alderamo mort en 1606
- 1662-1690 : Alberico II Cybo-Malaspina (en), son fils, duc de Massa et prince de Carrare en 1664
- 1690-1710 : Carlo II Cybo-Malaspina (it), son fils
- 1710-1715 : Alberico III Cybo-Malaspina (en), son fils
- 1715-1731 : Alderano I Cybo-Malaspina (it), son frère
- 1731-1790 : Marie-Thérèse Cybo-Malaspina, sa fille ainée, épouse le futur Hercule III de Modène
- 1790-1796 et 1814-1829 : Marie-Béatrice d'Este, seule fille survivante de Marie-Thérèse Cybo-Malaspina et d'Hercule III de Modène, devient duchesse souveraine de Massa et Carrare, quoiqu'elle ne soit pas habilitée à succéder au trône de Modène, dont la succession est régie par la loi salique
- 1829-1836 : François IV de Modène, son fils, annexe le duché de Massa et Carrare et le réduit à une province de son duché de Modène et Reggio.